# Kathryn Bolkovac
Kathryn Bolkovac (* im 20. Jahrhundert) ist eine ehemalige US-amerikanische Polizeiermittlerin.

## Leben
Kathryn Bolkovac stammt aus dem US-Bundesstaat Nebraska und ging in den späten 1990er-Jahren als Polizeiausbilderin ins Nachkriegsbosnien. Dort war sie über den privaten Militärdienstleister DynCorp bei der UNO in der IPTF eingesetzt.

## Bosnien
Ursprünglich von der US-amerikanischen privaten Sicherheits- und Militärfirma DynCorp, die einen 15-Millionen-Dollar-Vertrag für die Ausbildung und das Training von bosnischen Polizisten hatte, bei den Vereinten Nationen angestellt, ermittelte Bolkovac mit Unterstützung von Madeleine Rees gegen Menschenhändler und Zuhälter. Die Ermittler stellten fest, dass Angehörige verschiedener UN-Organisationen für die Prostituierten zahlten und an der sexuellen Ausbeutung der Frauen teilnahmen. Viele von ihnen wurden gezwungen, unter dem Verdacht der illegalen Tätigkeit zurückzutreten, aber keiner wurde strafrechtlich verfolgt, da sie Immunität u. a. vor der Strafverfolgung in Bosnien genießen. Nachdem Bolkovac diese Missstände aufdeckte, öffentlich machte und verschiedene, auch höhere Ränge der UN-Organisationen aufgefordert wurden, ihre Posten zu räumen, wurde sie von DynCorp entlassen.

## Folgen
Bolkovac reichte in Großbritannien Klage gegen DynCorp wegen ungerechtfertigter Entlassung aufgrund der Offenlegung interner Missstände, auch als Whistleblowing bezeichnet, ein. Am 2. August 2002 wurde der Fall vom Gericht einstimmig zu ihren Gunsten entschieden.
2010 wurde ihre Geschichte unter dem Titel Whistleblower – In gefährlicher Mission mit Rachel Weisz in der Hauptrolle verfilmt. 2011 erschien ihr Buch unter dem Titel The Whistleblower: Sex Trafficking, Military Contractors, and One Woman’s Fight for Justice beim Palgrave-MacMillan-Verlag.
Nach einer Filmvorführung von The Whistleblower eröffnete der damalige UN-Generalsekretär Ban Ki-moon eine Podiumsdiskussion zum Thema sexuelle Ausbeutung und sexuellen Missbrauch in Konflikt- und Post-Konflikt-Situationen. Die Filmemacher und leitende UN-Beamte sprachen die im Film aufgeworfenen Themen – einschließlich Menschenhandel und Zwangsprostitution – an und forderten die Organisation auf, die Bemühungen um den Kampf gegen die sexuelle Ausbeutung von Frauen und Kindern zu verstärken.
Bolkovac lebt jetzt in Nebraskas Hauptstadt Lincoln sowie in der niederländischen Hauptstadt Amsterdam. Sie hat nach der Affäre keine Anstellung mehr in öffentlichen Diensten gefunden.